# Roberto Napoli
Roberto Napoli (Battipaglia, 18 aprile 1950) è un politico e medico italiano, senatore della XII e della XIII legislatura.

## Biografia
Specialista in medicina del lavoro ed esponente campano della Democrazia Cristiana, nel 1990 viene eletto consigliere comunale a Battipaglia, ricoprendo quindi la carica di presidente del consiglio comunale e di assessore.
Dopo lo scioglimento della DC, aderisce al Centro Cristiano Democratico, con cui viene eletto al Senato nel 1994 e poi confermato nel 1996, sempre nel collegio uninominale di Battipaglia. Nel 1998 aderisce all'Unione Democratica per la Repubblica di Francesco Cossiga, e poi nel 1999 segue Clemente Mastella nell'UDEUR. Ricandidato alle elezioni politiche del 2001 nelle liste dell'Ulivo, sempre a Battipaglia, non viene eletto.